# Molesto (álbum)
Molesto es el primer álbum de estudio de temas inéditos de la banda peruana The Mad's, lanzado en 2013.

## Lista de canciones

### Edición Estándar
Todas las canciones fueron compuestas por Manolo Ventura y Bill Morgan, excepto donde se dedique:

| N.º | Título                                             | Duración |  |
| 1.  | «If You Feel»                                      | 4:39     |  |
| 2.  | «Fly Away»                                         | 7:04     |  |
| 3.  | «Feels Like Love»                                  | 2:59     |  |
| 4.  | «Tumor Bossa» (Manolo Ventura)                     | 8:37     |  |
| 5.  | «Birds in My Tree» (George Bunnell y Steve Bartek) | 4:54     |  |
| 6.  | «Live a Little Longer»                             | 3:22     |  |
| 7.  | «Rock & Roll Woman» (Stephen Stills)               | 9:18     |  |
| 8.  | «Aouh Aouh»                                        | 6:36     |  |

Todas las canciones fueron grabadas en un estudio privado en Lima, en 1968, a excepción de "Fly Away" y "Tumor Bossa", que fueron grabadas en el castillo de Mick Jagger en Stargroves (Reino Unido), en el Rolling Stones Mobile Studio, en junio de 1971.

#### Pistas adicionales
| N.º | Título                                         | Duración |  |
| 9.  | «The Last Time» (Mick Jagger y Keith Richards) | 3:00     |  |
| 10. | «I've Got That Feeling» (Ray Davies)           | 3:06     |  |

Los tracks 9 y 10 fueron grabados en Pedrín Chispa Studio, en Lima, en 1967.

### Edición Vinilo
| Cara A |                                      |          |  |
| N.º    | Título                               | Duración |  |
| 1.     | «If You Feel»                        | 4:39     |  |
| 2.     | «Fly Away»                           | 7:04     |  |
| 3.     | «Feels Like Love»                    | 2:59     |  |
| 4.     | «Rock & Roll Woman» (Stephen Stills) | 9:18     |  |

| Cara B |                                |          |  |
| N.º    | Título                         | Duración |  |
| 5.     | «Tumor Bossa» (Manolo Ventura) | 8:37     |  |
| 6.     | «Electric Jam»                 | 13:43    |  |

El track B6 fue grabado en el estudio de The Rolling Stones, en el 47 Bermondsey Street, Londres, en octubre de 1970.

## Presentación
The Mad's
- Manolo Ventura – Primera guitarra y coros
- Bill Morgan – Bajo y primera voz
- Alex Ventura – Guitarra rítmica y coros (excepto tracks 9 y 10)
- Richard Macedo – Batería (excepto tracks 2, 4, 9 y 10)

Personal adicional
- Manongo Mujica - Batería (tracks 2 y 4)
- Toño Zarzar - Guitarra rítmica y coros (tracks 9 y 10)
- Fernando Gadea - Batería (tracks 9 y 10)